# Dzieci z brudnej ulicy
Dzieci z brudnej ulicy – jedyny singel zespołu TZN Xenna wydany w czasach PRL-u. Nagrań dokonano w „Studio Wawrzyszew” w Warszawie w 1985 roku. Podczas sesji zarejestrowano cztery utwory, z czego „Dzieci z brudnej ulicy” i „Ciemny pokój” trafiły na singel, natomiast dwa pozostałe – „Gazety mówią” i „Co za świat?” – na kompilację różnych wykonawców Jak punk to punk (1988). Autorem zdjęcia na okładce singla był Michał Wasążnik.

## Lista utworów
| Nr | Tytuł utworu             | autorzy                    | Długość |
| -- | ------------------------ | -------------------------- | ------- |
| 1. | „Dzieci z brudnej ulicy” | K. Chojnacki, M. Kucharski | 2:03    |
| 2. | „Ciemny pokój”           | A. Kuszpyt, K. Chojnacki   | 1:54    |
|    |                          |                            | 3:57    |

## Skład
- Krzysztof „Zygzak” Chojnacki – wokal
- Marek „Markus” Kucharski – gitara
- Andrzej „Falkonetti” Kuszpyt – gitara basowa
- Dariusz „Dynia” Dynowski – perkusja